# Тайнопис
Тайнóпис — засекречене письмо або текст, ним писаний. Це поняття вживається як український замінник стеганографії.
Тайнопис може вживатися з мотивів табуїстичних, політичних чи особистих.
В рукописах старого часу тайнопис уживано іноді в підписах автора або писаря з мотивів скромности чи в примітках, що не належали до головного тексту.
Історія українського тайнопису мало досліджена. Скільки тепер відомо, старо-укр. рукописи не застосовували тайнопис на противагу південним слов'янам, що навчилися його від Візантії, і росіянам, що часом уживали глаголицю як тайнопис. У документах молдавських господарів, писаних українськими писарями, є приклади тайнопису. Близьким до тайнопису є уживання в'язі, важкої для читання, що в Україні ширилася від XV століття.